# Hardcorepunk
För den elektroniska musikstilen, se Hardcore techno. Hardcore kan också syfta på särskilt hängiven eller renodlad variant i andra sammanhang.

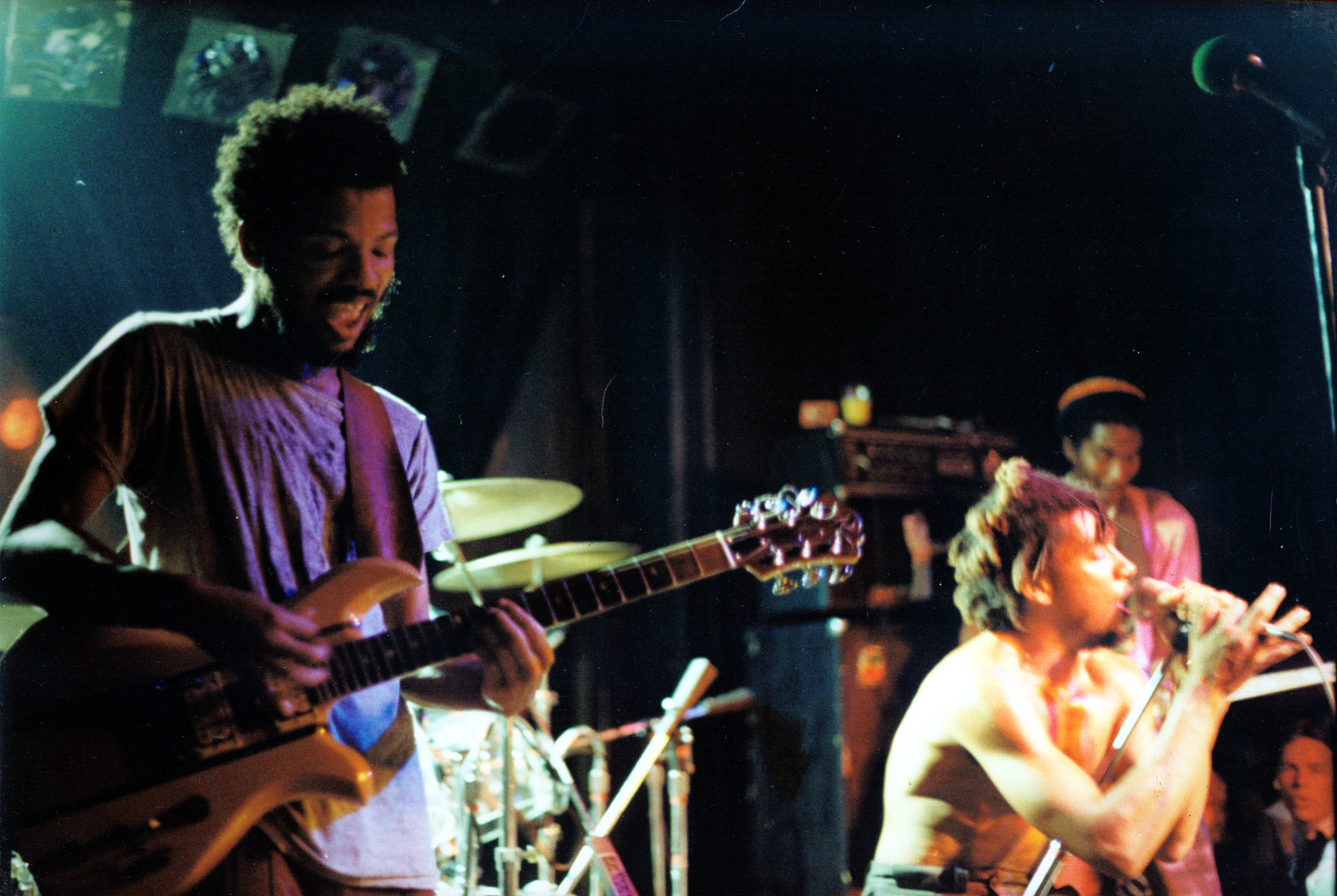
Bad Brains, ett tidigt amerikanskt hardcoreband

Hardcorepunk (vanligtvis förkortat hardcore) är en subgenre inom punkrocken som uppstod i USA under sent 1970-tal. Hardcore är snabbare, tyngre och har ett rivigare ljud än den vanliga punken. Det finns inget direkt ursprung till namnet men bandet D.O.A. kan ha hjälpt till att göra begreppet populärt med sin skiva från 1981, Hardcore '81.
Hardcore har gett upphov till rörelsen straight edge, vars anhängare avstår från att använda alkohol, tobak och andra droger, och till de besläktade rörelserna hardline och youth crew. Hardcore påverkade ökningen av indieskivbolag och DIY-etik på 1980-talet. Medan traditionell hardcore aldrig upplevt någon vanlig kommersiell framgång, har några av de tidiga pionjärerna fått uppskattning över tiden. Black Flags album Damaged ingick i Rolling Stones lista över de 500 största albumen genom tiderna 2003, och Dead Kennedys album har fått guldstatus över en period på 25 år. Även om musiken startade i engelsktalande västländer, så finns scener också i Brasilien, Japan, Europa och Mellanöstern. Exempel på musikstilar som inspirerats av hardcore är crust, raw punk, kängpunk, grindcore, powerviolence,  och screamo.
Vanligt förekommande ämnen i (och symboler för) hardcoremusiken är regering, anti-krig, anarkism, frihet och själva hardcorekulturen.

## Historia
Till de första hardcorebanden hör bland andra Flipper, Bad Brains, Circle Jerks, Dead Kennedys, Black Flag, Discharge, Misfits, och D.O.A.. Dessa är alla band som kallades både punk och hardcore på den tiden.
Hardcorescenen, som växte fram i framför allt USA men även i andra länder, utvecklade punken under 1980-talet till att bli hårdare rent musikaliskt, och kallas ofta Old school hardcore. Utvecklingen i England med framförallt pionjärbandet Discharge har betytt mycket för punkens utveckling i många länder och även för vad hardcorescenen är idag i många delar av världen. Den brittiska punkscenens utveckling av den hårdare punken är starkt förknippat med oi-punken som också varit betydelsefull för hardcorens utveckling i USA, dock inte i samma omfattning. De första svenska försöken i genren brukar anses vara låten Krossa med bandet The End (1979) och Du är inte du med bandet Missbrukarna (1980)
Exempel på inflytelserika hardcoreband är Sick of It All, Minor Threat, Agnostic Front, Converge, Gorilla Biscuits, Poison Idea, Cro-Mags, Dag Nasty, Nation of Ulysses, 7 Seconds, Negative Approach, Youth of Today, Judge, Slapshot, Madball, Bad Brains, Kid Dynamite och Murphy's Law.

## Melodisk hardcore
Melodisk hardcore är en subgenre till hardcorepunk med en stark betoning på sångmelodin. Förutom i hardcore härstammar stilen från punkrock och alternativ rock och brukar definieras genom snabba trumslag, komplexa gitarriff samt melodisk sång omväxlande med återkommande skriksång. Musikstilen utvecklades ursprungligen inom hardcorescenen i Los Angeles, med bandet Descendents som en betydelsefull initiativtagare. Bad Religion, från San Fernando Valley, skapade musik i samma anda, vilket kommer till uttryck i deras klassiska album How Could Hell Be Any Worse? från 1981. Den kännetecknas av att musiken är snabb, ofta med taktbyten liknande dem i vanlig hardcore, med distade gitarrer som spelar melodiösa slingor samt sång som omväxlande skriks och sjungs. Betydelsefulla band inom genren är Rise Against, Strike Anywhere, A Wilhelm Scream, No Trigger, Kid Dynamite med flera. Om man snarare än att räkna detta som en genre i sig, ser det som ett sätt att skilja hardcore med rensång och melodiösa inslag från övrig hardecore, kan man även räkna in någorlunda melodiska Youth Crew-band som exempelvis Gorilla Biscuits, 7 Seconds, Uniform Choice och Turning Point. Stilen var någorlunda populär under 1990-talet, med fortsättning in på 2000-talet. 
Tidig så kallad trallpunk innefattades länge av genrebeteckningen melodisk hardcore internationellt, medan i Sverige denna scen fick beteckningen trallpunk då musiken influerades mer av nordisk folkmusik och pop än av de amerikanska banden.

## Hardcoredans eller mosh
Den tidiga 1980-tals hardcoremusiken utvecklade mosh. Mosh kan innebära flera saker, varierande efter framförallt vilken musik eller hardcore som spelas. Moshen skiljer sig även mycket mellan olika platser eller scener. Centrala uttryck är circle pits och stagediving vilket innebär att man dansar runt i en ring eller slänger sig ut från scenkanten för att landa i publiken. Moshen är ofta mycket energisk och våldsam och symboliserar för många den totala frihet, som förmedlas av hardcoremusik. Väldigt hårdraget är det inom ny hardcore populärt att låta armarna snurra runt axelleden som en väderkvarn, inom kängpunk (som kan klassas som en form av skandinavisk hardcore) att stå längst fram vid scenen och vifta med nävarna i takt med musiken och inom äldre hardcore vanligt med stagediving och circle pits.
Under mitten av 1980-talet kom moshen även in i många andra musikstilar som till exempel mycket metal.